# Matthias Rebrovich
Matthias Rebrovich von Razboj (Toranj, 1756 – Graz, 12 dicembre 1830) è stato un militare austriaco. Fu attivo durante le guerre rivoluzionarie francesi e durante le guerre napoleoniche.

## Biografia
Nacque nel 1756 a Thurn, oggi nota come Toranj. A quindici anni, nel 1771 entrò nell'esercito austriaco. Nel 1796 combatté contro i francesi in Italia, partecipando alla battaglia del ponte di Lodi. Tre anni più tardi, nel marzo 1799 fu inviato nuovamente a combattere in Italia e venne ferito durante la battaglia di San Giuliano. Ristabilitosi, l'anno successivo fu inviato in Germania.
Nel 1805 prese parte agli sforzi austriaci nella guerra delle Terza coalizione, combattendo in un battaglione sotto il comando del generale von Kienmayer. A seguito della dissoluzione del Sacro Romano Impero, entrò a far parte del nuovo esercito imperiale austriaco, nato dalle ceneri dell'armata precedente. Nel 1806 venne promosso a maggiore e nel 1808 a tenente colonnello. Nel 1809 combatté la guerra della Quinta coalizione, sempre tra le file austriache. Operò nel fronte della Dalmazia, combattendo contro il futuro maresciallo Marmont. L'anno seguente venne promosso a maggior generale, grado che mantenne per il resto della carriera.
Nel 1813 fu arruolato all'interno dell'Armata dell'Austria Interna, comandata dal generale von Hiller, e inviato a combattere le forze franco-italiane del viceré d'Italia Eugenio di Beauharnais. Assegnato all'ala del generale von Radivojevich, ottenne un successo contro le forze napoleoniche a Weichselburg, venendo per questo decorato, e partecipò alla battaglia di Zirknitz. A seguito della ritirata delle forze napoleoniche verso l'Adige, venne assegnato al distaccamento responsabile del blocco di Venezia, dove rimase fino al termine della guerra. L'anno successivo, in seguito allo scoppio della guerra austro-napoletana, prese parte agli scontri, partecipando all'assedio di Gaeta.
Nel 1821, dopo aver terminato la propria carriera militare l'anno precedente, venne concesso lui il titolo nobiliare di Freiherr, assieme al quale ottenne il predicato nobiliare di von Razboj. Morì a Graz il 26 dicembre 1830.